# El País (Uruguay)
 El País è un quotidiano uruguaiano edito a Montevideo.
Fondato nel 1918, è di orientamento conservator-liberale,

## Storia
Fu fondato il 14 settembre 1918 dai giornalisti Leonel Aguirre, Eduardo Rodríguez Larreta e Washington Beltrán Barbat.
Politicamente schierato al centro-destra, è da sempre legato al Partido Nacional. Nel 1920 un articolo di Barbat aspramente critico nei confronti dell'ex-presidente uruguaiano José Batlle y Ordóñez (leader del Partido Colorado, all'epoca formazione politica di centro-sinistra), suscitò la reazione di quest'ultimo, che sfidò a duello l'autore del pezzo: l'ex-presidente ebbe la meglio sul giornalista, uccidendolo con un colpo di pistola nel teatro del combattimento, lo stadio Gran Parque Central di Montevideo, il 2 aprile dello stesso anno.
Censurato durante la cosiddetta "dittatura di Terra", fu riaperto sul finire degli anni trenta, divenendo una delle testate più lette dell'Uruguay.